# Tnu’a Demokratit LeSchinui

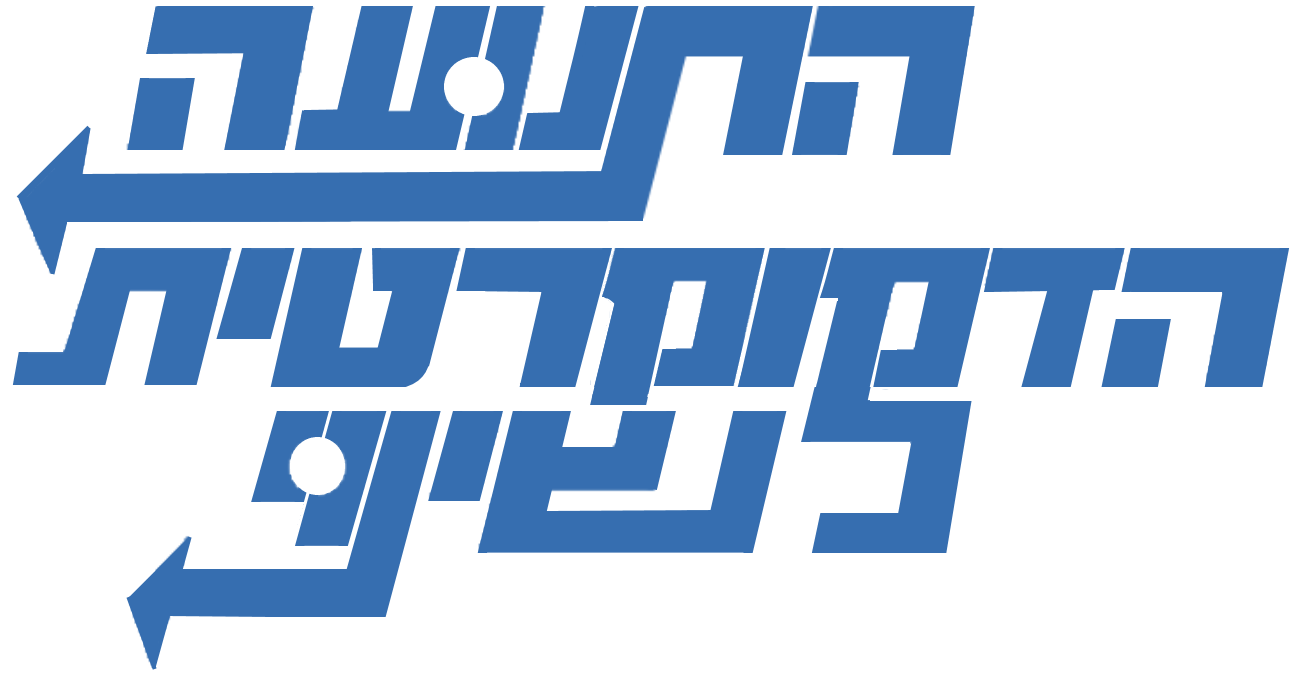
Parteilogo

Die Tnuʿa Demokratit LeSchinui (hebräisch תְּנוּעָה דֵּמוֹקְרָטִית לְשִׁנּוּי Tnūʿah Demōqraṭīt ləSchinnūj, deutsch ‚Demokratische Bewegung für Veränderung‘), auch bekannt unter ihrem Akronym DaSch (ד"ש) war eine liberale und zionistische Politische Partei der politischen Mitte in Israel, die von 1976 bis 1978 bestand. Den Parteivorsitz hatte Jiggaʾel Jadin inne.

## Geschichte
Die Partei wurde am 2. November 1976 von Jiggaʾel Jadin, Amnon Rubinstein, Schmuʾel Tamir, Meʾir Amit und Meʾir Soreʿa gegründet. In ihr ging einerseits die bereits 1974 (nach dem Jom-Kippur-Krieg) vom Juraprofessor Rubinstein gegründete Partei Schinnui („Wandel“), andererseits die erst wenige Monate alte „Demokratische Bewegung“ des Archäologen und früheren Generalstabschef Jadin auf. Hinzu kamen Überläufer sowohl vonseiten des bisherigen Regierungslagers (z. B. der ehemalige Mossad-Direktor Amit) als auch von den bürgerlichen Parteien (z. B. Tamir von HaMerkas HaChofschi (Freies Zentrum)).

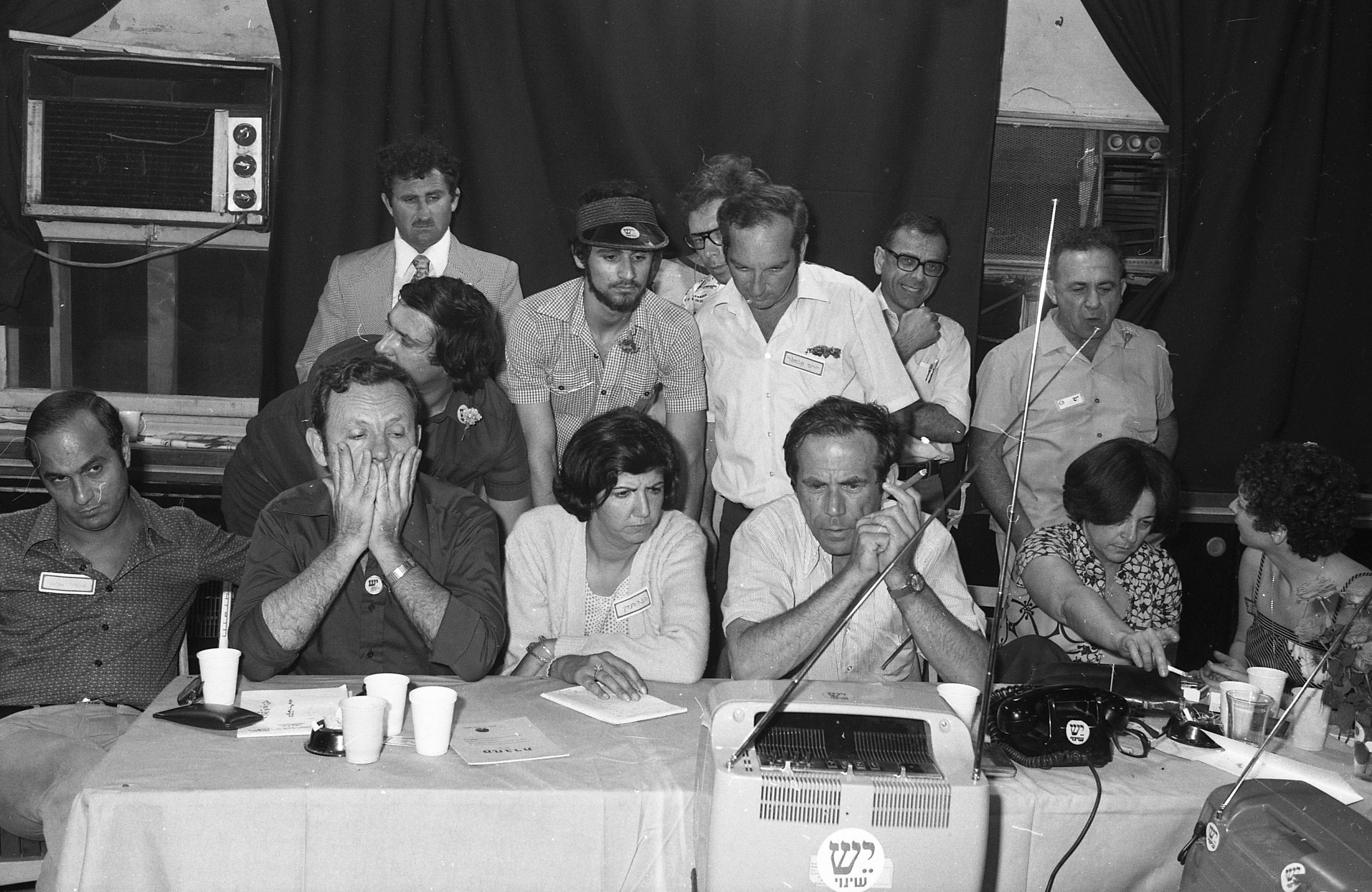
Am Wahltag (17. Mai 1977) in der Parteizentrale

Bei der Wahl im Mai 1977 wurde DaSch aus dem Stand mit 11,6 % der Stimmen und 15 der 120 Sitze in der Knesset drittstärkste Kraft. Sie wurde Teil der Mitte-rechts-Koalition unter Führung des siegreichen Likud und Menachem Begins, die erstmals seit Gründung des Staats Israels die Arbeitspartei von der Regierung verdrängte. Die Koalition mit dem rechten Likud und den Nationalreligiösen war in der Partei sehr umstritten, der Vorsitzende Jadin setzte sie aber mit dem Argument durch, dass es für die anstehenden Friedensgespräche mit Ägypten eine stabile Mehrheit brauche. Im Kabinett Begin I stellte DaSch mit Jiggaʾel Jadin einen stellvertretenden Ministerpräsidenten, Meʾir Amit wurde Verkehrs- und Kommunikationsminister, Schmuʾel Tamir Justizminister und Israel Katz Arbeits- und Sozialminister.
Am 14. September 1978 spaltete sich die Knessetfraktion der DaSch: Der Schinnui unter Führung Amnon Rubinsteins, verstärkt um die Gruppe Meʾir Amits, machte sich mit sieben Abgeordneten wieder selbstständig und ging in die Opposition. Sieben weitere Abgeordnete, darunter Jiggaʾel Jadin und Schmuʾel Tamir, bildeten die Tnuʿa Demokratit („Demokratische Bewegung“), die Teil der Regierungskoalition blieb. Assaf Jaguri gründete seine eigene Partei namens Jaʿad.